# Marie McGilvary
Marie McGilvary – amerykańska kolarka BMX, trzykrotna medalistka mistrzostw świata.

## Kariera
Pierwszy sukces w karierze Marie McGilvary osiągnęła w 1997 roku, kiedy zdobyła brązowy medal mistrzostw świata w kategorii elite podczas mistrzostw świata w Saskatoon. W zawodach tych wyprzedziły ją jedynie jej rodaczka Michelle Cairns oraz Holenderka Karien Gubbels. Na rozgrywanych rok później mistrzostwach świata w Melbourne była druga za Rachael Marshall z Australii. Ostatni medal zdobyła podczas mistrzostw świata w Louisville w 2001 roku, gdzie ponownie zajęła drugą pozycję. Tym razem najlepsza okazała się María Gabriela Díaz z Argentyny. McGilvary startowała również na 1. Mistrzostwach Świata w Kolarstwie BMX w Brighton, gdzie rywalizację ukończyła na ósmym miejscu.